# Selbstladewaffe
Als Selbstladewaffen werden Handfeuerwaffen bezeichnet, die nach Abgabe eines Schusses selbsttätig die leere Patronenhülse auswerfen, eine neue Patrone in das Patronenlager einführen, den Abzug spannen und erneut schussbereit sind, so dass der Schütze lediglich den Abzug betätigen muss. Im Unterschied zu Maschinenwaffen (Reihenfeuerpistole, Maschinenpistole, Sturm- und Maschinengewehr) können Selbstladewaffen nur Einzelfeuer abgeben; es muss nach jedem Schuss erneut der Abzug betätigt werden.
Selbstladewaffen werden in Selbstladepistolen und Selbstladegewehre unterteilt.